# Amberian Dawn
Amberian Dawn ist eine finnische Symphonic-Metal-Band.

## Geschichte
Amberian Dawn bezeichnen sich selbst als „melodischen, dramatischen und kraftvollen Metal mit klassischer Frauenstimme“. Alle Mitglieder der Band haben eine längere musikalische Vergangenheit und schon in vielen Bands gespielt.
Tuomas Seppälä, Heikki Saari, Peter James Goodman und Tommi Kuri spielten bereits bei der Band Virtuocity, bis sich diese auflöste. Darauf entschlossen sich die vier, mit Eigenkompositionen von Tuomas Seppälä weiterzumachen und gründeten 2004 gemeinsam mit Sampo Seppälä und Tom Sagar Atheme One. 2006 nahmen sie eine erste Demo auf, die jedoch nicht den erwünschten Erfolg brachte. Seppälä und Kuri begannen daher, eine Sängerin zu suchen, weshalb Goodman die Band verlassen musste. Heikki Saari war mit der Entwicklung der Band nicht einverstanden und wechselte zu Norther, woraufhin er durch Joonas Pykälä-aho ersetzt wurde. Etwa zu dieser Zeit benannte sich die Band in Amberian Dawn um.
Mitte 2006 fand sich in der Sopranistin Heidi Parviainen die gewünschte Sängerin. Sampo Seppälä verließ die Band und wurde durch Kasperi Heikkinen ersetzt. Im Herbst 2006 nahm Amberian Dawn im Studio Rockstar Productions auf, eine weitere Demo, mit den Liedern River of Tuoni und Evil Inside Me. Diese Demo brachte ihnen einen Plattenvertrag ein. Am 30. Januar 2008 veröffentlichte Amberian Dawn bei Suomen Musiikki ihr Debütalbum River of Tuoni, das im Juni des gleichen Jahres auch weltweit erschien und für eine Woche auf Platz 36 der finnischen Alben-Charts war. Seither spielte die Band unter anderem im Vorprogramm von Evergrey und Epica.
2008 erhielt die Band Verstärkung durch Emil Pohjalainen an der zweiten Gitarre und die Aufnahmearbeiten für das zweite Album begannen. The Clouds of Northland Thunder erschien im Mai 2009. Im Juni des gleichen Jahres spielte die Band erstmals auf einem Festival, dem Sweden Rock.
Am 23. November 2009 gab die Band bekannt, dass das dritte Album in Arbeit ist, für dessen Veröffentlichung ein Vertrag bei Spinefarm Records unterzeichnet wurde. Es erschien am 20. Oktober 2010 unter dem Namen End of Eden.
Ende Februar 2012 wurde das vierte Studioalbum Circus Black veröffentlicht.
Am 9. November 2012 gab die Band bekannt, dass Sängerin Heidi Parviainen, Schlagzeuger Heikki Saari und Gitarrist Kasperi Heikkinen die Band verlassen werden. Das geschehe einvernehmlich und die Entscheidung wurde schon Anfang 2012 getroffen. Päivi Virkkunen (Spitzname Capri) wurde im Dezember 2012 als neue Sängerin bekanntgegeben. Als Ersatz für Heikki Saari und Kasperi Heikkinen kehren Schlagzeuger Joonas Pykälä-aho und Gitarrist Emil „Emppu“ Pohjalainen zu Amberian Dawn zurück.
Im Juni 2013 veröffentlichte die Band das Compilation-Album Re-Evolution mit Songs der vorherigen Studioalben, die dafür neu eingespielt und von der neuen Sängerin interpretiert wurden.
Am 1. Januar 2015 gab Tuomas Seppälä den Tod des vormaligen Bassisten der Band Tommi Kuri bekannt.

## Diskografie
- 2008: River of Tuoni (KHY Suomen Musiikki)
- 2009: The Clouds of Northland Thunder
- 2010: End of Eden (Spinefarm)
- 2012: Circus Black
- 2013: Re-Evolution (Compilation)
- 2014: Magic Forest (Napalm Records)
- 2015: Innuendo (Napalm Records)
- 2017: Darkness of Eternity (Napalm Records)
- 2020: Looking for You (Napalm Records)
- 2022: Take a Chance - A Metal Tribute to ABBA (Napalm Records)